# Habenaria pinnatipartita
Habenaria pinnatipartita är en orkidéart som beskrevs av Johannes Jacobus Smith. Habenaria pinnatipartita ingår i släktet Habenaria och familjen orkidéer. Inga underarter finns listade i Catalogue of Life.